# Stefano di Giovanni Sassetta

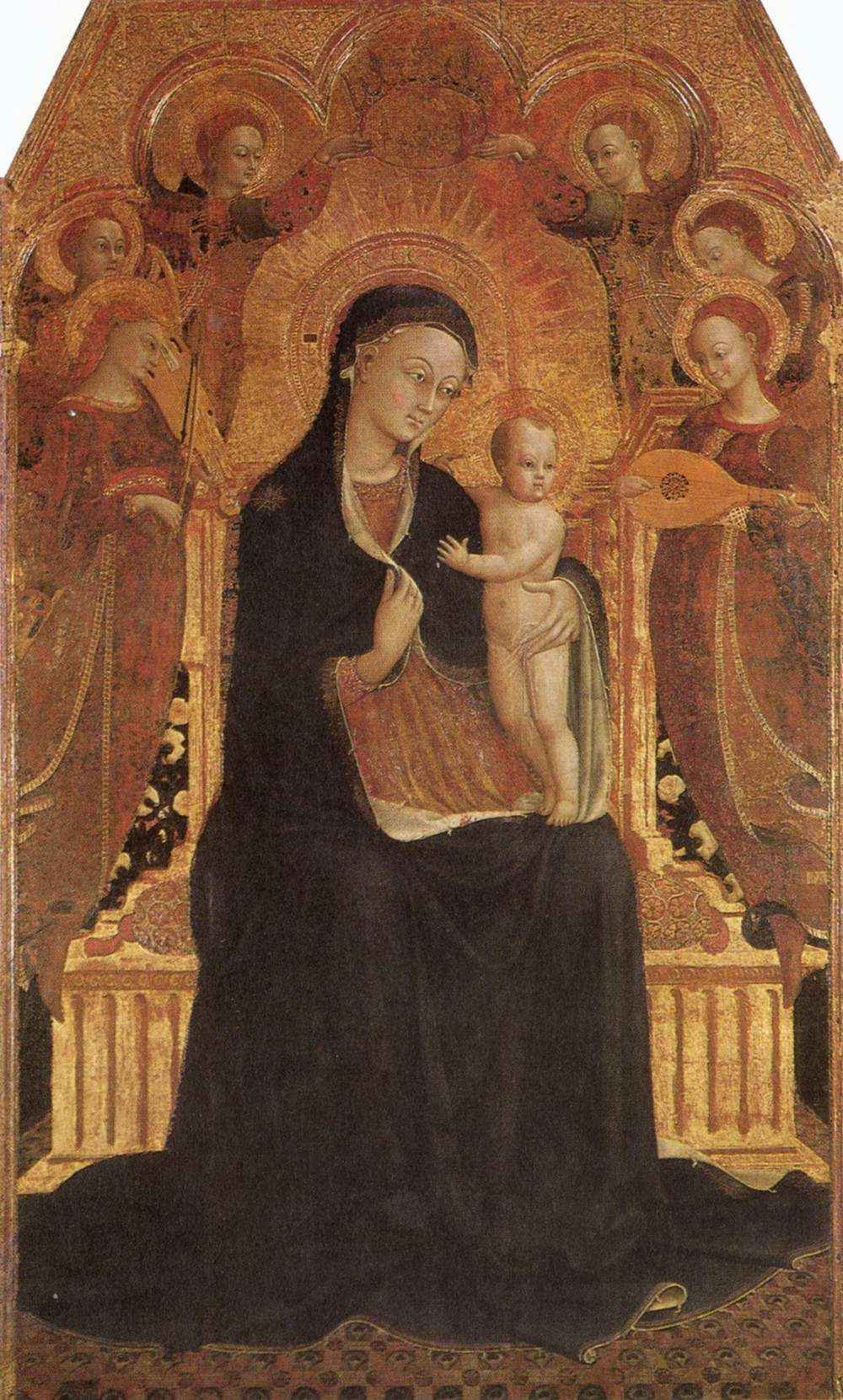
Sassetta: "Maria und das Jesuskind, umgeben von sechs Engeln"
(15. Jahrhundert, Paris, Louvre)

Stefano di Giovanni di Consolo da Cortona, genannt il Sassetta, (* um 1400 in Cortona; † 1. April 1450 in Siena) war ein italienischer Maler des Quattrocento. Er war in der ersten Hälfte des 15. Jahrhunderts einer der bedeutendsten Künstler der Schule von Siena und ist der spätgotischen, internationale Gotik genannten Stilrichtung zuzuordnen, die sich aus der Buchmalerei entwickelte.

## Biographie
Sassetta wurde um 1400 in Cortona geboren und verbrachte dort seine Kindheit. Noch vor 1410 zog er mit seinem Vater Giovanni di Consolo nach Siena, der 1420 als Koch der Signoria aufscheint.
Die Ursprünge seines Übernamens il Sassetta sind nicht bekannt. Er taucht erstmals im 18. Jahrhundert auf und rührt vermutlich auf einem Übertragungsfehler. Seitdem blieb der gutklingende Name an ihm haften, auch wenn der Künstler zu Lebzeiten nie so genannt wurde.
Stefano da Giovanni erlernte in Siena die Malerei und machte bald auf sich aufmerksam. Es wird angenommen, dass er ein Schüler von Paolo di Giovanni Fei (* um 1345; † um 1411) war. 1423 wurde er namentlich erstmals erwähnt, als er von der Gilde der Tuch- und Pelzhändler (italienisch Arte della Lana) in Siena einen Auftrag für ein Polyptychon erhielt.
Sassetta widmete sich ausschließlich religiösen Themen und entwickelte einen sehr persönlichen Stil der Internationalen Gotik. Er war auf der Suche nach der in der Frührenaissance in Florenz bereits erprobten Perspektive, doch gelang es ihm nicht, diese vollständig zu beherrschen. Charakteristisch sind fließende Linien und festliche, leuchtende Rot- und Purpurtöne.

## Werksauswahl
- 1423–1426: "Flügelaltar des Palazzo dell’Arte della Lana" in Florenz (Pentaptychon, auseinandergenommen und aufgeteilt; das Fragment "Abendmahl" befindet sich in Florenz in der Pinakothek)
- um 1430: Anbetung der Heiligen Drei Könige (Siena, Galleria Palazzo Chigi-Saracini)
- 1430–1432: "Madonna della Neve" der Kathedrale von Siena (heute in Florenz, Sammlung Contini-Bonacossi)
- 1437–1444: "Flügelaltar des Heiligen Franziskus", auch "de Borgo San Sepolcro" genannt (auseinandergenommen und aufgeteilt, die Fragmente befinden sich heute in London in der National Gallery, in Chantilly im Musée Condé und in Settignano in der Stiftung Berenson).
- "Madonna mit den Kirschen" (Grosseto, Museo Archeologico e d’Arte della Maremma)
- Altarretabel im Dom von Pienza